# NGC 3293
NGC 3293 ist ein offener Sternhaufen im Sternbild Carina, es ist einer der hellsten Sternhaufen am Südsternhimmel. Man nimmt an, dass die meisten, wenn nicht sogar alle der fünfzig Sterne gleichzeitig vor weniger als 10 Millionen Jahren entstanden sind. NGC 3293 ist etwa 8000 Lichtjahre vom Sonnensystem entfernt.
Er wurde im Jahr 1751 vom französischen Astronomen Nicolas Louis de Lacaille während seines Aufenthalts in Südafrika mit einem winzigen Fernrohr mit einer Öffnung von 0,5 Zoll entdeckt.